# Nihoa gruberi
Nihoa gruberi är en spindelart som beskrevs av Raven 1994. Nihoa gruberi ingår i släktet Nihoa och familjen Barychelidae. Inga underarter finns listade i Catalogue of Life.